# Halántékizom

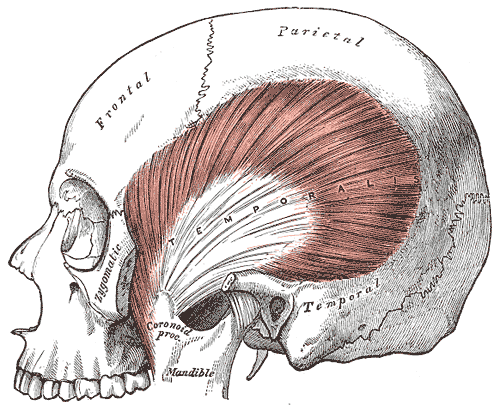
A koponya oldalról

A halántékizom (latinul musculus temporalis) egy izom az ember halántékán. Három részből áll: elülső, középső és hátsó.

## Eredés, tapadás, elhelyezkedés
A fossa temporalison és a fascia temporalison (halántékárok) ered. Az állkapocs kampónyúlványán tapad.

## Funkció
Az elülső és a középső rész emeli, a hátulsó visszavonja az állkapcsot.

## Beidegzés, vérellátás
A n. Mandibularis (V/3) ága a nn. temporales prf. idegzi be. Az arteria temporalis profunda anterior és a arteria temporalis profunda posterior látják el vérrel.